# Herschel Burke Gilbert
Herschel Burke Gilbert (* 20. April 1918 in Milwaukee, Wisconsin; † 8. Juni 2003 in Los Angeles, Kalifornien) war ein US-amerikanischer Dirigent und Komponist von Filmmusik, der drei Mal für einen Oscar nominiert war.

## Biografie
Gilbert begann 1945 als Dirigent beim Film Song of Mexico und war im Laufe seiner Karriere in der Filmwirtschaft Hollywoods als Komponist und Dirigent für die Musik von rund 150 Filmen und Fernsehserien verantwortlich.
Bei der Oscarverleihung 1953 erhielt er seine erste Nominierung für den Oscar für die beste Filmmusik und zwar für Ich bin ein Atomspion (1952). 1954 erhielt er zusammen mit der Liedtexterin Sylvia Fine für „The Moon Is Blue“ aus dem Film Wolken sind überall (1953) eine Nominierung für den Oscar für den besten Song. Zuletzt wurde er bei der Oscarverleihung 1955 für den Oscar für die beste Filmmusik für Carmen Jones (1954) nominiert.
Weitere bekannte Filme und Fernsehserien mit von ihm komponierter Musik waren Ein Fetzen Leben (1956), Der Kopfgeldjäger (1958), Richard Diamond, Privatdetektiv (1959), Westlich von Santa Fé (1959 bis 1961), Heute Abend Dick Powell (1961) sowie Amos Burke (1963 bis 1966), Tausend Meilen Staub (1964 bis 1965), Perry Mason (1964 bis 1965), Rauchende Colts (1964 bis 1965) und Gilligans Insel (1964 bis 1965).

## Auszeichnungen
- 1953: Oscar-Nominierung in der Kategorie Beste Filmmusik (Drama/Komödie:) bei der Oscarverleihung 1953 für Ich bin ein Atomspion
- 1954: Oscar-Nominierung in der Kategorie Bester Song bei der Oscarverleihung 1954 für The Moon Is Blue – Herschel Burke Gilbert (Musik), Sylvia Fine (Text) aus dem Film Wolken sind überall
- 1955: Oscar-Nominierung in der Kategorie Beste Filmmusik (Musikfilm) bei der Oscarverleihung 1955 für Carmen Jones

## Filmografie (Auswahl)
- 1947: Rächer ohne Waffen (Gunfighters)
- 1948: Open Secret
- 1948: Dieser verrückte Mr. Johns! (The Fuller Brush Man)
- 1949: Aufruhr in Marokko (Outpost in Morocco)
- 1950: Three Husbands
- 1951: The Magic Face
- 1951: Der maskierte Kavalier (The Highwayman)
- 1951: Unsichtbare Gegner (Santa Fe)
- 1952: Ich bin ein Atomspion (The Thief)
- 1952: Achtung! Blondinengangster (Without Warning!)
- 1952: Nicht die Zeit für Blumen (No Time for Flowers)
- 1952: Models Inc.
- 1953: Die Jungfrau auf dem Dach
- 1953: Sittenpolizei (Vice Squad)
- 1953: Wolken sind überall (The Moon Is Blue)
- 1953: Jagdstaffel z.b.V. (Sabre Jet)
- 1954: Terror in Block 11 (Riot in Cell Block 11)
- 1954: Zeugin des Mordes (Witness to Murder)
- 1955: Santiago – Der Verdammte (The Naked Dawn)
- 1956: Um jeden Preis (Comanche)
- 1956: Ein Fetzen Leben (The Bold and the Brave)
- 1956: Im Dunkel der Nacht (Nightmare)
- 1956: Die Bestie (While the City Sleeps)
- 1956: Jenseits allen Zweifels (Beyond a Reasonable Doubt)
- 1959: Kein Fall für FBI (The Detectives) TV-Serie (unbekannte Anzahl Folgen)
- 1969: Sam Whiskey